# Karim Troussi
Karim Troussi es un director de teatro y dramaturgo franco-marroquí.

## Biografía y carrera
Troussi es de Mequinez. En 1983, entró en los clubes de danza y teatro de su instituto. Después se incorporó a la compañía de teatro franco-marroquí del Centro Cultural Francés, con la que representó varias obras. En 1987 viajó a Aviñón para representar "Poivre de Cayenne", de René de Obaldia.
Poco después, Troussi se trasladó a París, donde se matriculó en la Escuela de la rue Blanche. Al carecer de medios económicos, aprovechó una serie de cursos gratuitos ofrecidos por algunas escuelas privadas. Acabó ingresando en una escuela de interpretación creada por Niels Arestrup en París, donde trabajó con Arestrup, Maurice Benichou, Hans Peter Cloos, Pierre Pradinas y François Cluzet. A continuación, ingresó en el Conservatorio Nacional Superior de Arte Dramático de París, donde tomó clases con Daniel Mesguich y muchos otros artistas notables, antes de dedicarse finalmente a la dirección formándose con Jack Garfein.
Ha participado especialmente en el desarrollo artístico de grupos musicales (como "Babylon Circus", "Hurlement de Leo", "Melk", "Fanfarnaüm"...) y en la puesta en escena de conciertos. Ha iniciado y dirigido varios proyectos artísticos en todo el mundo. Como director de teatro, tiene en su haber más de veinte producciones.

## Obras de teatro
- Edipiades[9]
- ¡Civilización, madre mía![10][11]
- ¡Mazroube![12][13][14]
- El honor de la guerra[15][16]
- El maestro de obras[17]